# Peter Jones (actor)
Peter Jones (12 de junio de 1920 – 10 de abril de 2000) fue un actor, guionista y presentador británico.

## Biografía

### Primeros años
Su verdadero nombre era Peter Geoffrey F. Carey-Jones, y nació en Wem, Inglaterra. Estudió en la Wem Grammar School y en el Ellesmere College. Su primera actuación tuvo lugar en Wolverhampton a los 16 años de edad, trabajando posteriormente en teatro de repertorio en Anglia Oriental. En 1942 trabajó en el ambiente teatral del West End londinense, representando la obra The Doctor's Dilemma, y ese mismo año actuó, sin acreditar, en el film Fanny by Gaslight. Uno de sus primeros trabajos acreditados en el cine fue en Chance of a Lifetime (1950).

### Radio
Entre 1952 y 1955 Jones trabajó con Peter Ustinov en la comedia radiofónica de la BBC In All Directions. En el show Jones y Ustinov viajaban en coche por Londres a la busca de la Copthorne Avenue. El programa era inusual para la época, pues era improvisado en gran parte, y en el mismo participaban en ocasiones Frank Muir y Denis Norden.
Otro de sus papeles radiofónicos destacados fue el de Bunter en los relatos de Dorothy L. Sayers sobre Lord Peter Wimsey. Además, durante 29 años formó parte del panel de Just A Minute.

### Narrador
Jones fue narrador de la serie original de la BBC y de las posteriores adaptaciones para la televisión y el disco LP de la comedia de ciencia ficción The Hitchhiker's Guide to the Galaxy, de Douglas Adams . Posteriormente narró de manera similar otra historia de Adams, Last Chance to See. Además dio voz a documentales televisivos como el episodio "Unravelling the Universe" de la serie Equinox, emitido en diciembre de 1991.

### Actuaciones televisivas
Para la televisión, probablemente su papel más conocido es el de protagonista en la serie The Rag Trade, aunque también participó en producciones como The Goodies, Rumpole of the Bailey, Holby City, Whoops Apocalypse,The Bill, Midsomer Murders, y en dos episodios de Los Vengadores.

### Cine
Jones intervino en diversas películas, entre ellas Private's Progress, School for Scoundrels, Just Like A Woman (con Wendy Craig), Chariots of Fire y El regreso de la Pantera Rosa.

### Guionista
Jones fue un guionista de talento, escribiendo y protagonizando la sitcom Mr Big y J Kingston Platt's Showbiz Handbook.
Peter Jones falleció por causas naturales en 2000, a los 79, en Ciudad de Westminster, Londres. Su hija, Selena Carey-Jones, es actriz, y uno de sus dos hijos, Bill Dare, es guionista y productor de la producción de BBC Radio Dead Ringers. 

## Filmografía seleccionada
- The Franchise Affair (1951)
- La versión Browning (The Browning Version) (1951)
- Blue Murder at St Trinian's (1957)
- Nearly a Nasty Accident (1961)